# 劉桃符
劉 桃符（りゅう とうふ、生没年不詳）は、北魏の官僚。本貫は中山郡盧奴県（現在の河北省定州市）。

## 経歴
父が知られず、9歳のとき母を失って孤児となった。性格はまじめでつつましく、学問を好んだ。孝廉に推挙され、射策は甲科に及第して、細かい職務を歴任した。景明年間、羽林監となり、主書を兼ねた。南斉の宗室蕭宝寅が北魏に降ると、桃符が応接にあたった。
奉車都尉・長水校尉・游撃将軍を歴任した。正始年間、征虜将軍・中書舎人に任ぜられた。長いあいだ職を代わらなかったため、宣武帝は「揚子雲（揚雄）は黄門となって、その職歴は三代にわたった。卿はこの任についてまだ10年だから、辞するには足りないだろう」と桃符に言ってからかった。
東豫州刺史の田益宗が汚職に手を染めたので、宣武帝の命を受けて桃符が田益宗への説戒にあたった。桃符は帰還すると、田益宗がすでに耄碌しており、その諸子が勝手な処断を行っている実態を報告した。宣武帝は田益宗の後任を定めたいと考えたが、反乱を起こされるのを憂慮して、桃符を征虜将軍・豫州刺史に任じ、後将軍の李世哲とともに広陵を襲撃させた。
田益宗の子の田魯生と田魯賢らは関南に逃れて光城以南の地を確保したが、李世哲がこれを撃破した。桃符は少数民族の統治に意を用いて、民衆と官吏になつかれた。長らく刺史の任にあって、召還された。享年51で病没した。後将軍・洛州刺史の位を追贈された。
子に劉景均があり、殿中侍御史となった。

## 伝記資料
- 『魏書』巻79 列伝第67
- 『北史』巻46 列伝第34